# Équipe de Corée du Sud féminine de football des moins de 20 ans
Maillots
L'équipe de Corée du Sud de football féminin des moins de 20 ans est l'équipe nationale qui représente la Corée du Sud dans les compétitions de football féminin réservées aux moins de 20 ans. Elle est gérée par la Fédération de Corée du Sud de football.
La sélection sud-coréenne se classe troisième de la Coupe du monde de football féminin des moins de 20 ans 2010.

## Parcours

### Parcours enCoupe du monde des moins de 20 ans
- 2002 : Non qualifiée
- 2004 : Phase de groupes
- 2006 : Non qualifiée
- 2008 : Non qualifiée
- 2010 :  Troisième
- 2012 : Quart de finale
- 2014 : Quart de finale
- 2016 : Phase de groupes
- 2018 : Non qualifiée
- 2022 : Phase de groupes
- 2024 : Huitièmes de finale